# Liste der Kulturgüter in Muntelier
Die Liste der Kulturgüter in Muntelier enthält alle Objekte in der Gemeinde Muntelier im Kanton Freiburg, die gemäss der Haager Konvention zum Schutz von Kulturgut bei bewaffneten Konflikten, dem Bundesgesetz vom 20. Juni 2014 über den Schutz der Kulturgüter bei bewaffneten Konflikten sowie der Verordnung vom 29. Oktober 2014 über den Schutz der Kulturgüter bei bewaffneten Konflikten unter Schutz stehen.
Objekte der Kategorien A und B sind vollständig in der Liste enthalten, Objekte der Kategorie C fehlen zurzeit (Stand: 1. Januar 2023).

## Kulturgüter
| Foto | | Objekt | Kat. | Typ | Standort                        | Beschreibung |
| ---- | --- | --- | ---- | --- | ------------------------------- | ------------ |
| ja   | Datei hochladen · Wikidata zu Herrenhaus von Ernst (Q29479217)                                                                                               | Herrenhaus von Ernst KGS-Nr.: 02246                                                                                            | A    | G   | Hauptstrasse 44 576037 / 198298 |              |
| BW   | Datei hochladen · Wikidata zu Platzbünden, Dorf, Fischergässli, Seeweg, Strandweg, Dorfmatte, Fasnacht-Rohr, prähististorische Seeufersiedlungen (Q29479218) | Platzbünden, Dorf, Fischergässli, Seeweg, Strandweg, Dorfmatte, Fasnacht-Rohr, prähistorische Seeufersiedlungen KGS-Nr.: 09599 | A    | G   | 576050 / 198415                 |              |
| ja   | Datei hochladen · Wikidata zu Schlossspeicher (Q29696701) | Schlossspeicher KGS-Nr.: 13277                                                                                                 | B    | G   | Hauptstrasse 57 576090 / 198356 |              |